# Rhabdophis rhodomelas
Rhabdophis rhodomelas là một loài rắn trong họ Rắn nước. Loài này được Boie mô tả khoa học đầu tiên năm 1827. Nó được tìm thấy ở Thái Lan, Malaysia, Indonesia và Singapore.